# La Granja (Parla)
La Granja es un barrio de la localidad madrileña de Parla situado en el distrito Noroeste de la ciudad.

## Urbanismo
El Barrio de la Granja, utiliza este nombre porque antiguamente era una zona donde se ubicaban granjas, ya que Parla antes era un pueblo dedicado a la agricultura y ganadería, se encuentra ubicado cerca del acceso de la A42 entre el barrio de la Laguna, el barrio del Nido hasta el límite donde empieza Villayuventus I. Las viviendas son de urbanización de edificios de 4 plantas.

### Callejero
Las calles del Barrio de la Granja complementan a las del Barrio del Nido y Villa Juventus I, ya que comparte algunas calles con estos dos barrios. Su estructura es la siguiente: 
- Relación con Madrid sur
  - C/ Villaverde
  - C/ Getafe (compartida con el Nido)
  - C/ Fuenlabrada (Compartida con el Nido)

- Relación Con Ríos
  - C/ Río Lozoya
  - C/ Río Guadiana (Compartida con Villa Juventus I)

### Parques urbanos
Cuenta con zonas ajardinadas, y algún pequeño parque